# Beta Motor
Betamotor è una casa motociclistica italiana con sede a Rignano sull'Arno in provincia di Firenze a circa 20 km dal capoluogo, particolarmente rinomata per le moto da trial, specialità nella quale vanta la conquista di 13 titoli mondiali.

## Storia
Nel 1904 il meccanico Giuseppe Bianchi aprì a Firenze una piccola officina-negozio per la riparazione e la vendita di velocipedi, in seguito divenuta la Società Giuseppe Bianchi che si dedicò alla produzione di biciclette fino al secondo dopoguerra. Nella seconda metà degli anni 1940, l'azienda assume una connotazione industriale e adotta, nel 1951, il marchio Beta, acronimo formato dalle iniziali dei soci, Bianchi Enzo e Tosi Arrigo.

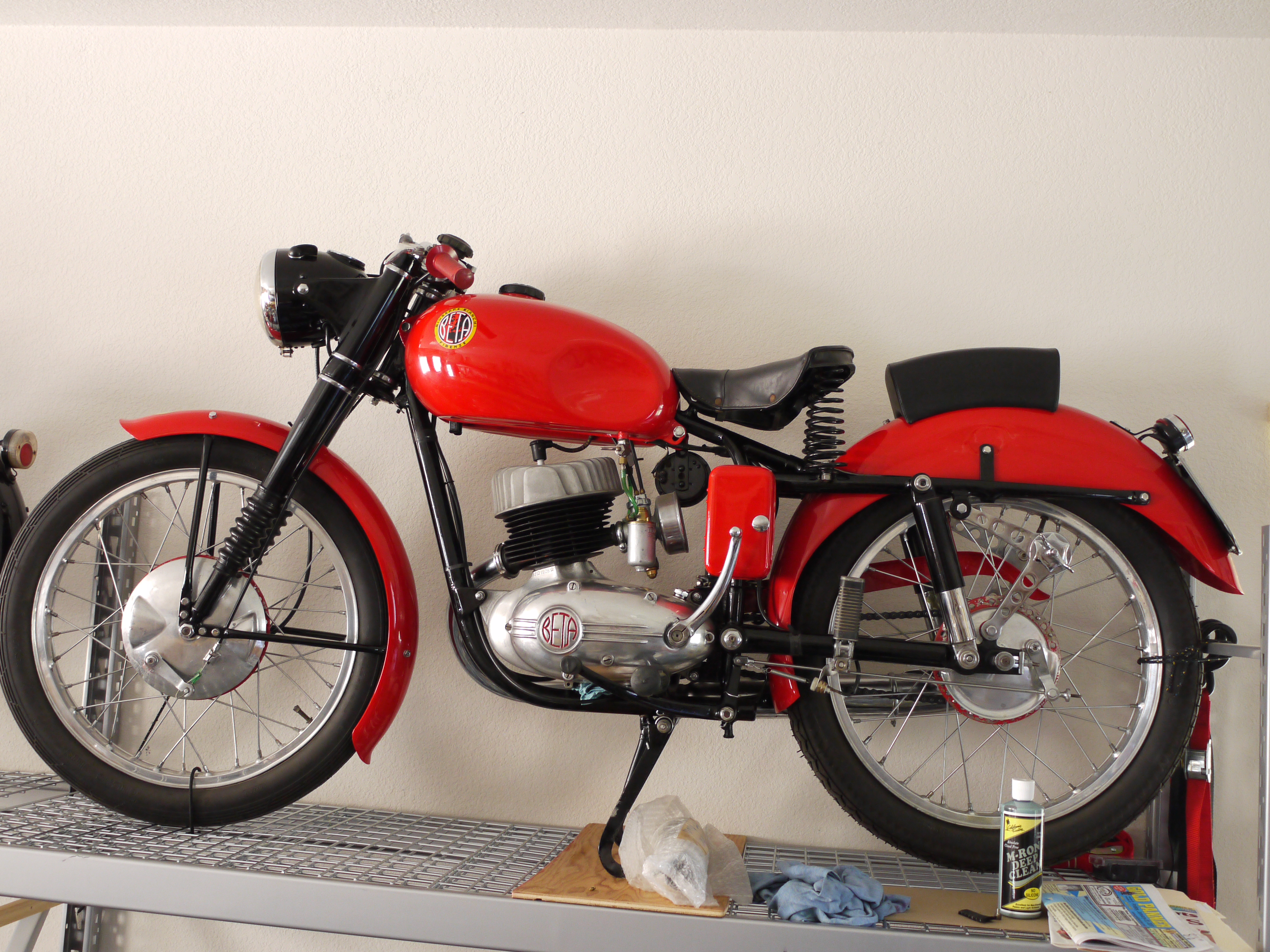
Beta 160 Vulcano Sport del 1955.

La prima esperienza motoristica della Giuseppe Bianchi fu il velomotore del 1948,   ovvero, un telaio da bicicletta, con montato il famoso motore ausiliario a rullo Garelli Mosquito 38 A .
Nel 1950 venne decisa la produzione di una motoleggera, con il marchio Ital, spinta da un monocilindrico due tempi 125 cm³ costruito dalla britannica JAP. L'anno successivo, adottato il marchio Beta, il motore fu sostituito (a causa della sua scarsa affidabilità) con il tedesco JLO.
Dal 1952 comincia ad utilizzare i motori prodotti dalla FBM, società creata poco tempo prima da Franco Morini, nipote di Alfonso Morini   e Vittorio Minarelli. 
Da sottolineare che, nonostante la parentela tra Franco Morini ed Alfonso Morini, la FBM non ebbe mai,  nessun collegamento tecnico - commerciale con la Moto Morini. 
I motori FBM destinati alla Beta, erano personalizzati con il logo Beta, sui coperchi laterali. 
Con questi motori FBM marcati Beta, nacquero vari modelli di motocicli, tra cui , il  Beta  Vulcano 160,  la MT 175 (destinata alle granfondo come la Milano-Taranto), la quattro tempi Titano 175 e la due tempi Urano 125. 
Nel 1956, a causa dello scioglimento della società FBM, fornitrice dei motori per la Beta, le forniture di motori passano direttamente alla  Motori Franco Morini, la ditta creata da Franco Morini, cioè l'ex socio di Vittorio Minarelli nella FBM. 
Ripresasi dall'alluvione che colpì Firenze nel 1966, e nella quale lo stabilimento venne danneggiato e l'archivio distrutto, la Beta concentrerà la propria produzione sui ciclomotori.

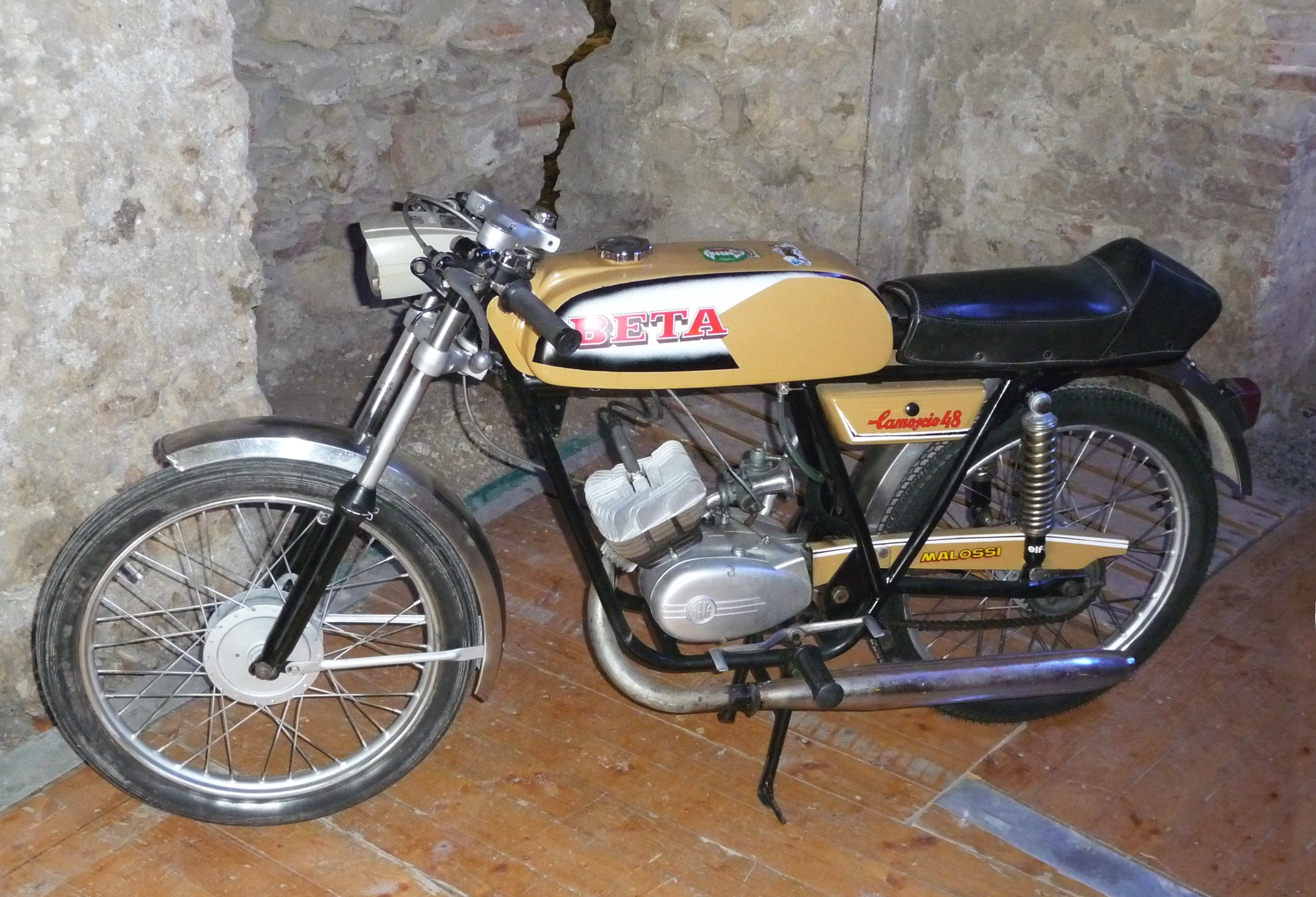
Beta Camoscio del 1973.

Dal 1970 l'azienda intraprende sempre di più la strada della specializzazione fuoristradistica con le moto da cross, da regolarità e da trial che ancora oggi caratterizzano quasi totalmente la sua produzione. Da quel momento si rinforza la presenza di Beta nelle competizioni mondiali, da sempre utilizzata come veicolo promozionale prevalente: tredici titoli mondiali campeggiano nell'albo d'oro della casa fiorentina, nelle specialità outdoor e indoor, tutti nel trial. Per essa hanno corso e vinto campioni del calibro di Jordi Tarrés e Dougie Lampkin, i quali fin da giovani hanno legato la loro esperienza sportiva alla casa italiana.
Nel 1972 avviene lo spostamento della produzione da Firenze a Rignano sull'Arno; in questa sede la casa dispone ora di una propria pista fuoristrada di prova per il collaudo delle moto. 
A partire dagli anni 1970 e 1980 la Beta sviluppa la costruzione delle sue moto nel settore del cross e della regolarità, diventando così la prima casa italiana a impegnarsi ufficialmente, ottenendo risultati importanti, nella classe 500 del mondiale di motocross. Verrà poi sviluppato il settore del trial, e in seguito create versioni da enduro, supermotard, motoalpinismo e scooter come l'Ark.
La Beta entra anche nel settore dei ciclomotori a fine anni settanta lanciando sul mercato i modelli Mio e M5 Special.
Tra il 1997 e il 1999 la Beta riuscì a conquistare il primo titolo nei campionati trial. Dal 2010 l'azienda inizia a produrre un proprio motore per modelli a quattro tempi, che invece prima era fornito dall'austriaca KTM. Nel 2016 vince il suo primo titolo mondiale enduro con la 300RR nella categoria E3, portata al successo dall'inglese Steve Holcombe.

## Modelli

### Modelli RR

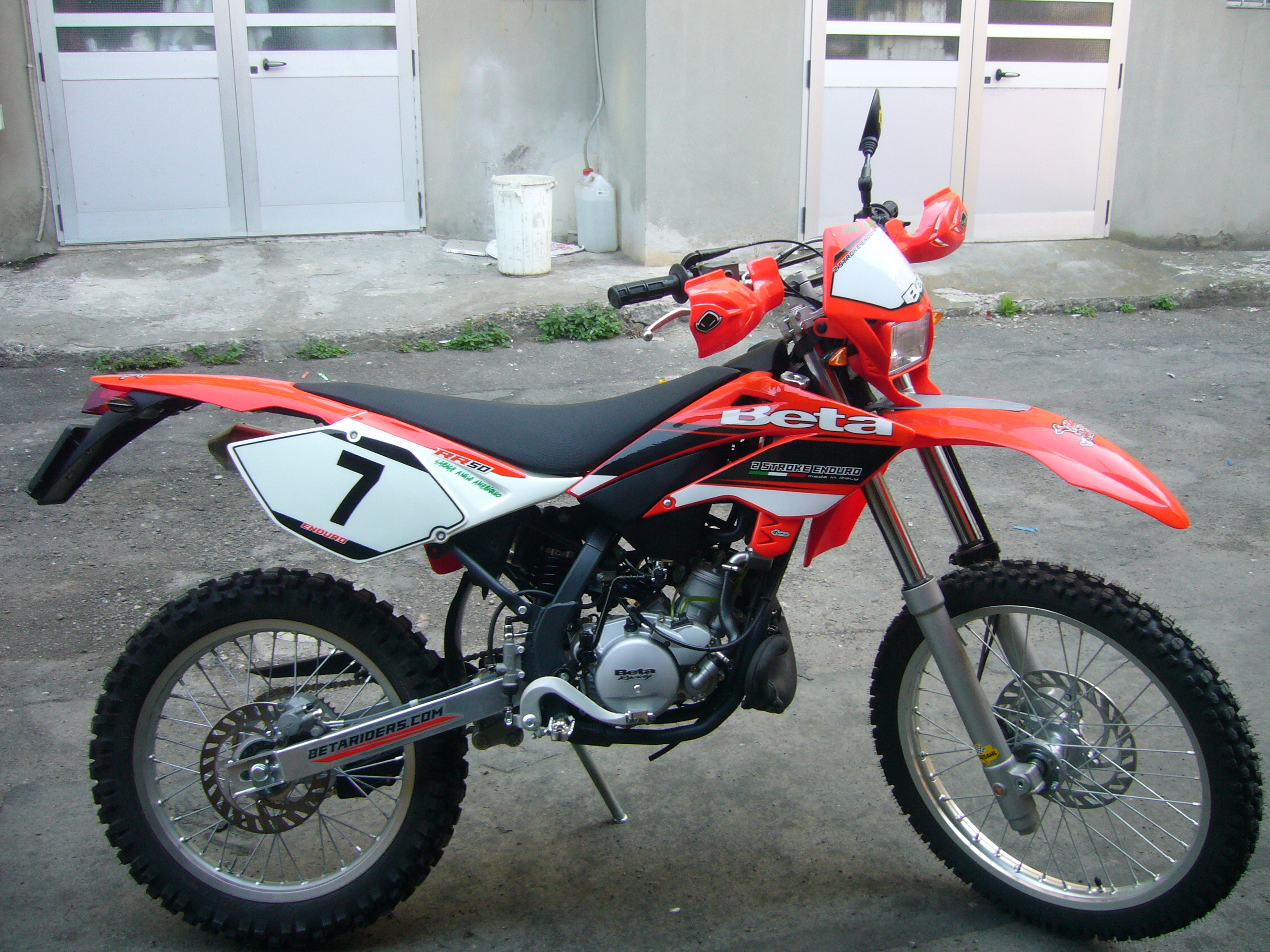
Un Beta RR 50 Enduro.

Il gruppo Beta RR è per enduro e supermotard e comprende:
- RR 50 cm³ 2t Enduro standard / Enduro sport / Enduro Factory (fino al 2016) / Enduro Racing (2016 - ora) / Motard standard / Motard Sport / Motard Track
- RR 125 cm³ 2t Enduro / Enduro Racing
- RR 200 cm³ 2t Enduro / Enduro Racing
- RR 250 cm³ 2t Enduro / Enduro Racing
- RR 300 cm³ 2t Enduro / Enduro Racing
- RR 125 cm³ 4t Enduro / Enduro LC / Motard / Motard LC
- RR 350 cm³ 4t Enduro / Enduro Racing
- RR 400 cm³ 4t Enduro / Enduro Factory / Motard
- RR 450 cm³ 4t Enduro / Enduro Factory / Motard
- RR 498 cm³ 4t Enduro / Enduro Factory
- RR 520 cm³ 4t Motard/ Enduro
- RR 525 Motard/ Enduro
- RR Country 450 cm³ 4t Cross

Oltre a questi vi è anche un modello RE
- RE 125 cm³ 4t Enduro

### Modelli Urban

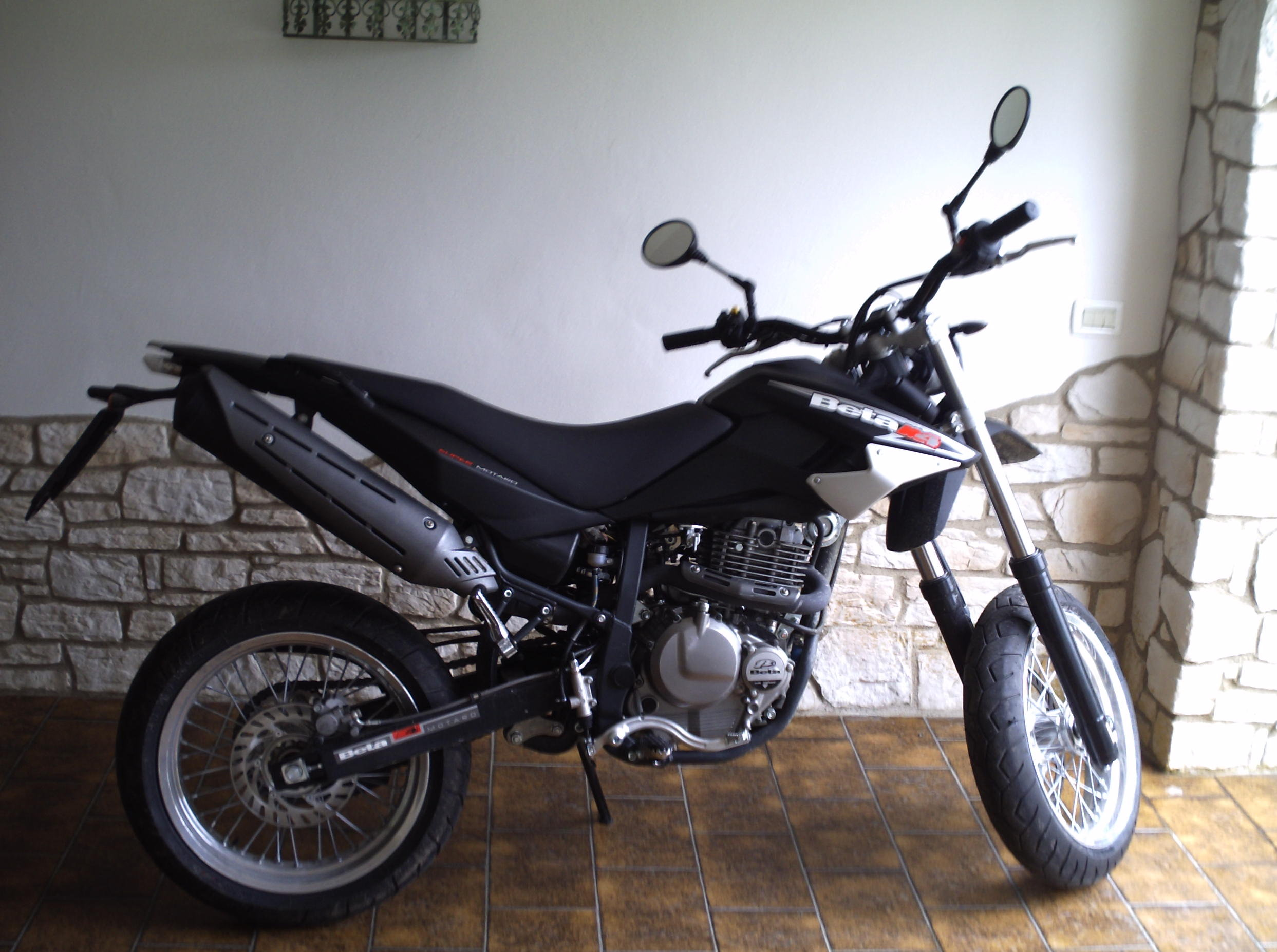
Una Beta M4.

Questi modelli comprendono veicoli simili a supermotard, adatti per la città, con sella bassa e grande maneggevolezza, e sono:
- Urban 125 / 125 Special (125 cm³)
- Urban 200 / 200 Special (200 cm³)

Oltre a questi vi è anche un modello M4
- M4 4T (motore di 349 cm³ ma di soli 21 kW di potenza)

### Modelli Minicross
R 10 2t
R 12 2t
R 150 4t
RR 50 2t
RR 125 MINI 4t
RR 125 RACING 4t

### Modelli ALP

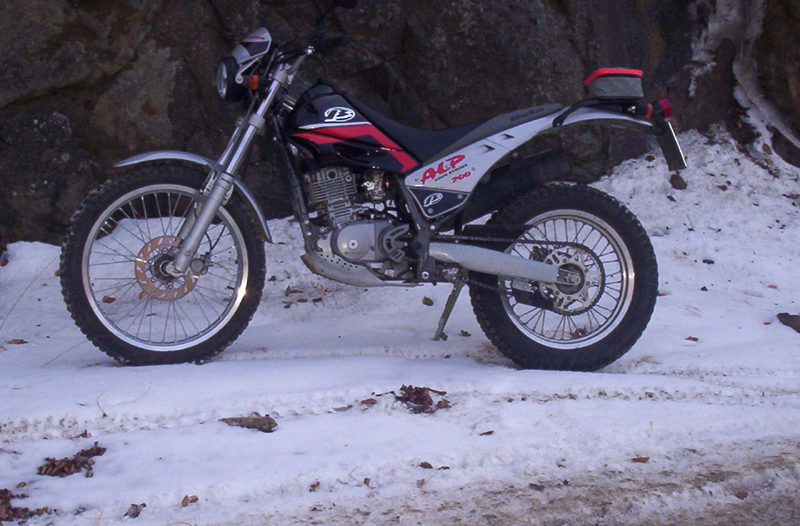
Una Beta da motoalpinismo.

La linea ALP comprende delle moto ibride omologate che possono essere utilizzate come enduro e/o enduro stradale, poi smontando la sella e la plastica di rialzo sul serbatoio diventa una trial. Esistono:
- ALP 125 cm³ 4t
- ALP 200 cm³ 4t
- ALP 4.0 (350 cm³) 4t

### Modelli EVO

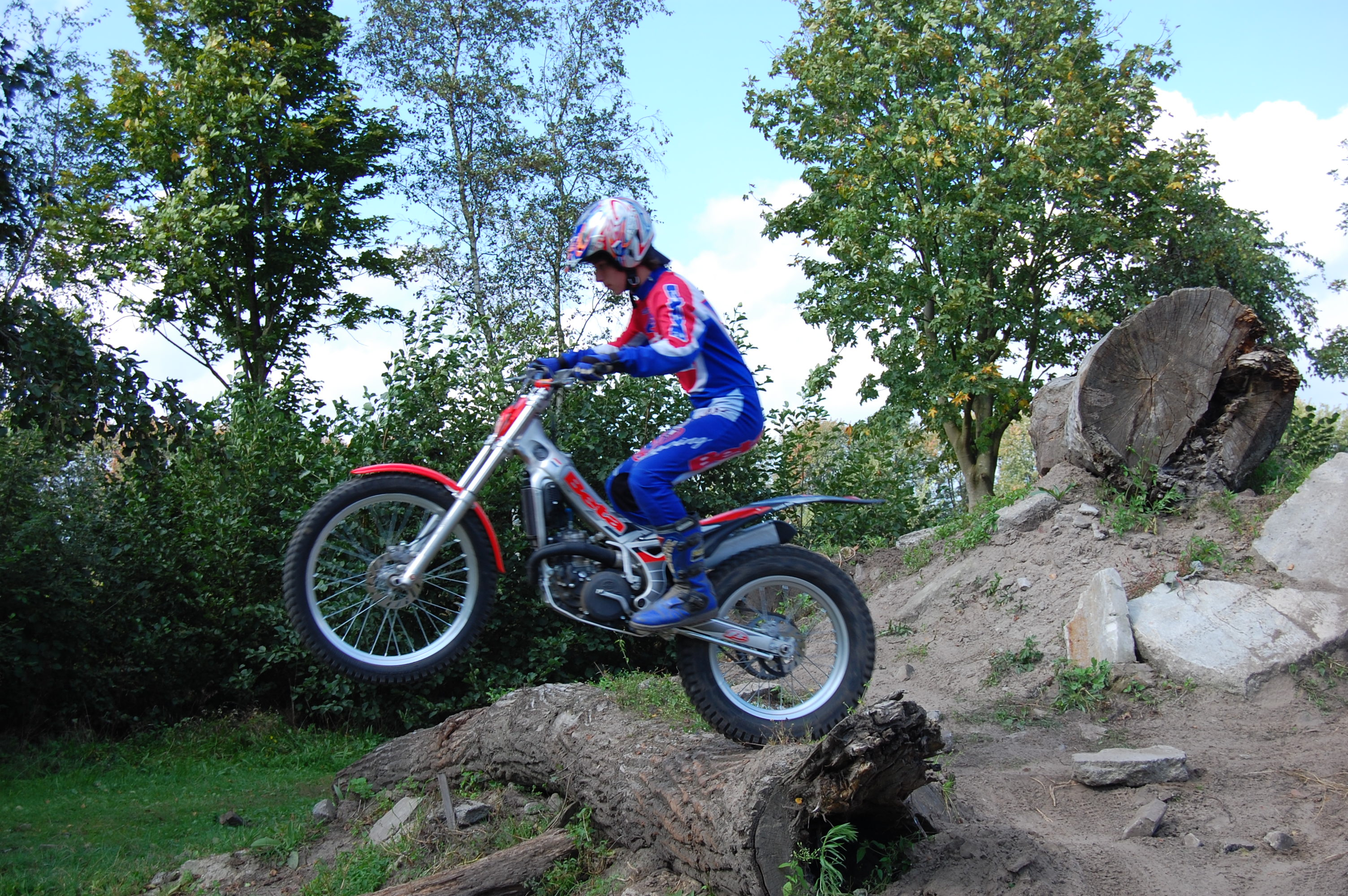
Una Beta REV.

I passati modelli Beta REV, dal 2008 vengono rimpiazzati con i Beta EVO, anch'essi esclusivamente da Trial, con predisposizione da gara, e includono:
- Minitrial 50 cm³ 2t
- EVO 80 cm³ 2t
- EVO 80 cm³ Junior 2t
- EVO 125 cm³ 2t / EVO Factory 2t 125 cm³
- EVO 200 cm³ 2t
- EVO 250 cm³ 2t / EVO Factory 2t 250 cm³
- EVO 300 cm³ 2t / EVO Factory 2t 300 cm³
- EVO 250 cm³ 4t
- EVO 300 cm³ 4t

### Modelli di scooter
I modelli ARK sono scooter:
- ARK AC/LC Razor 50 cm³ 2t
- ARK AC/LC Factory 50 cm³ 2t
- ARK AC/LC One 50 cm³ 2t
- ARK AC/LC Paddock 50 cm³ 2t
- ARK AC/LC Tribe 50 cm³ 2t
- KTM ARK AC/LC 50 cm³ 2t

I modelli Tempo sono scooter a ruote alte:
- Tempo 50 cm³ 2t 13”
- Tempo 50 cm³ 2t 16”
- Chrono 50 cm³ 2t 13”